# Плавници
Плавниците представляват вид екипировка за водни спортове като водолазно гмуркане и плуване. Те са изработени от гума или пластмаса и се носят на краката като обувки с което улесняват движението под вода и спомагат за по-голяма ефективност и бързина.
Обикновените плавници са два – по един за всеки крак, но съществува и моноплавник, с много по-голяма площ, при който краката се държат заедно и движенията при плуване с него наподобяват тези на делфина.